# Suçães
Suçães é uma povoação portuguesa sede da Freguesia de Suçães do Município de Mirandela, freguesia com 36,20 km² de área e 507 habitantes (censo de 2021), tendo, por isso, uma densidade populacional de 14 hab./km².

## Demografia
A população registada nos censos foi:
| Distribuição da População por Grupos Etários | Distribuição da População por Grupos Etários | Distribuição da População por Grupos Etários | Distribuição da População por Grupos Etários | Distribuição da População por Grupos Etários |
| -------------------------------------------- | -------------------------------------------- | -------------------------------------------- | -------------------------------------------- | -------------------------------------------- |
| Ano                                          | 0-14 Anos                                    | 15-24 Anos                                   | 25-64 Anos                                   | > 65 Anos                                    |
| 2001                                         | 104                                          | 122                                          | 349                                          | 195                                          |
| 2011                                         | 41                                           | 53                                           | 275                                          | 205                                          |
| 2021                                         | 27                                           | 24                                           | 208                                          | 248                                          |

## Nome da freguesia  (Suçães/Sucçães)
Suçães é a grafia correta do nome, tanto atual como antiga, mas Sucçães surgiu durante alguns anos do século XX, apesar de o primeiro C ser mudo.

## Povoações
- Eivados
- Eixes
- Pai Torto
- Suçães